# كايلاسافاديفو سيفان
كايلاسافاديفو سيفان (بالتاميلية: கைலாசவடிவு சிவன்، بالإنجليزية: Kailasavadivoo Sivan) من مواليد (14 أبريل 1957) هو مهندس هندي للطيران الجوي والفضاء شغل منصب أمين قسم الفضاء [الإنجليزية] ورئيس المنظمة الهندية لأبحاث الفضاء ولجنة الفضاء الهندية. وقد شغل سابقًا منصب مدير مركز فيكرام سارابهاي الفضائي  ومركز أنظمة الدفع السائل.

## النشأة
ولد سيفان في ميلا ساراكالفيلاي، بالقرب من ناجركويل في منطقة كانياكوماري بولاية تاميل نادو في الهند. والده كايلاسافاديفو ووالدته شيلام.

## التعليم
سيفان هو ابن مزارع مانجو ودرس في مدرسة حكومية متوسطة التاميل في قرية ميلا ساراكالفيلاي ولاحقًا في فالانكومانفيلاي في منطقة كانياكوماري. هو أول خريج من عائلته. تخرج سيفان لاحقًا بدرجة البكالوريوس في هندسة الطيران من معهد مدراس للتكنولوجيا في عام 1980. ثم حصل على درجة الماجستير في هندسة الطيران من المعهد الهندي للعلوم، بنغالور عام 1982، وبدأ العمل في ايسرو. حصل على درجة الدكتوراه في هندسة الطيران من المعهد الهندي للتكنولوجيا، بومباي في عام 2006. وهو زميل الأكاديمية الوطنية الهندية للهندسة وجمعية الطيران في الهند وجمعية الأنظمة في الهند.

## حياة مهنية
عمل سيفان على تصميم وتطوير مركبات الإطلاق لمنظمة أبحاث الفضاء الهندية (ايسرو). انضم سيفان إلى ايسرو في عام 1982 للمشاركة في مشروع مركبة إطلاق الأقمار الصناعية القطبية (PSLV). تم تعيينه مديرًا لمركز أنظمة الدفع السائل في ايسرو في 2 يوليو 2014. حصل على درجة الدكتوراه في العلوم (فخرية كوزا) من جامعة ساتياباما، تشيناي في أبريل 2014. في 1 يونيو 2015، أصبح مدير مركز فيكرام سارابهاي الفضائي.
تم تعيين سيفان رئيسًا لـ ايسرو في يناير 2018 وتولى منصبه في 15 يناير.  تحت رئاسته، أطلقت ايسرو شاندرايان 2، المهمة الثانية إلى القمر في 22 يوليو 2019، والتي تحطمت منها مركبة الهبوط فيكرام و براغيان (المركبة الجوالة)؛  لم تتأثر المركبة المدارية ولا تزال تدور حول القمر حتى يناير 2022.
في 30 ديسمبر 2020، تم تمديد رئاسته لمدة عام حتى يناير 2022. وكانت فترة ولايته السابقة حتى يناير 2021.
في 25 يناير 2021، سجلت لجنة اليقظة المركزية (CVC) شكوى ضد رئيس هيئة أبحاث الفضاء الهندية (ايسرو) وأمين وزارة الفضاء (دوس)، كسيفان، بسبب مزاعم بوجود مخالفات في تجنيد ابنه في أنظمة الدفع السائل التابعة لـ ايسرو. مركز (LPSC) في فاليامالا، ثيروفانانثابورام، من خلال تجاوز المعايير.

## الجوائز
- د.  جائزة عبد الكلام 2019.[17]ميدالية IEEE سيمون رامو، مشتركة مع بيرانا ن. سوريش، 2020.[18]